# Montaña Amarilla
Montaña Amarilla är en kulle i Spanien.   Den ligger i provinsen Provincia de Las Palmas och regionen Kanarieöarna, i den sydvästra delen av landet, 1 500 km sydväst om huvudstaden Madrid. Toppen på Montaña Amarilla är 155 meter över havet, eller 141 meter över den omgivande terrängen. Bredden vid basen är 2,6 km. Montaña Amarilla ligger på ön Graciosa.
Terrängen runt Montaña Amarilla är platt åt nordost, men åt sydost är den kuperad. Havet är nära Montaña Amarilla västerut.Runt Montaña Amarilla är det ganska glesbefolkat, med 38 invånare per kvadratkilometer. Närmaste större samhälle är Teguise, 18,2 km söder om Montaña Amarilla. Omgivningarna runt Montaña Amarilla är i huvudsak ett öppet busklandskap.